# Błahodatne (rejon czernihiwski)
Błahodatne (ukr. Благода́тне) – wieś na Ukrainie, w obwodzie zaporoskim, siedziba władz rejonu czernihiwskiego.
Miejscowość założona w 1945 roku.